# サンクトペテルブルク音楽院
N・A・リムスキー＝コルサコフ記念サンクトペテルブルク国立音楽院（さんくとぺてるぶるくおんがくいん、英語: Saint Petersburg Conservatory、公用語表記: Санкт-Петербургская государственная консерватория имени Н.А. Римского-Корсакова）は、ロシアサンクトペテルブルクに本部を置くロシア連邦の音楽大学。1862年創立、1862年大学設置。大学の略称はサンクトペテルブルク音楽院。

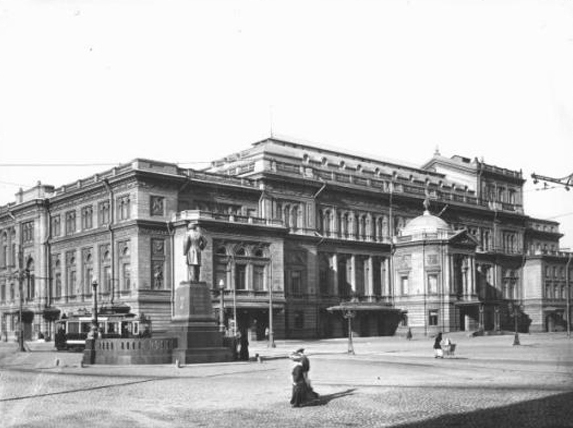
サンクトペテルブルク音楽院

第一次世界大戦により、サンクトペテルブルクの名称がペトログラードに改称されたことに伴い、ペトログラード音楽院 (Петроградская консерватория) に、ロシア革命後はレニングラード音楽院(Ленинградская консерватория) に改称されたこともある。

## 沿革
1862年、アントン・ルビンシテイン（1866年モスクワ音楽院を創設したニコライ・ルビンシテインの兄）によって創設された。現在音楽院が入っている建物は、1890年代にボリショイ・カーメンヌイ劇場に位置し、この歴史的劇場の大階段と踊り場がそのまま保存されている。
モスクワ音楽院とともにロシアにおける音楽学校の中心として、数々の音楽家を輩出している。その中には、ピョートル・チャイコフスキー、セルゲイ・プロコフィエフ、ドミートリイ・ショスタコーヴィチ、ジョージ・バランシンらがいる。また、最も有名な教授としては、1871年から教授となったニコライ・リムスキー＝コルサコフがおり、これを記念して1944年からサンクトペテルブルク音楽院には彼の名称が冠されることとなった。また、有名な指揮者としてはエフゲニー・ムラヴィンスキー、音楽院初の日本人女性指揮者西本智実も輩出している。

## 教育体制
2004年現在、サンクトペテルブルク音楽院は、275名の音楽教育スタッフと、1400名の学生を抱えている。

## 歴代院長
1. 1862—1867 アントン・ルビンシテイン
2. 1867—1871 ニコライ・ザレンバ
3. 1871—1876 ミハイル・アザンチェフスキー
4. 1876—1887 カルル・ダヴィドフ
5. 1887—1891 アントン・ルビンシテイン
6. 1891—1897 ユーリー・イオガンセン
7. 1897—1905 アヴグスト・ベルンガルト
8. 1905—1928 アレクサンドル・グラズノフ
9. 1930—1933 アレクセイ・マシロフ
10. 1935—1936 ヴェニアミン・ブフシテイン
11. 1936—1939 ボリス・ザクルスキー
12. 1939—1952 パーヴェル・セレブリャーコフ
13. 1941—1943 アントニナ・レベデヴァ（代行）
14. 1943—1944 グリゴリー・フェセチコ（代行）
15. 1952—1962 ユーリー・ブリュシコフ
16. 1962—1977 パーヴェル・セレブリャーコフ
17. 1977—1979 ユーリー・ボリシヤノフ
18. 1979—2002 ヴラディスラフ・チェルヌシェンコ
19. 2002—2004 セルゲイ・ロルドゥギン
20. 2004—2008 アレクサンドル・チャイコフスキー
21. 2008-2011セルゲイ・スタドレル（2009まで代行）
22. 2011 ドミトリー・チャゾビチン(代行）
23. 2011 オレグ・マロフ(代行）
24. 2011-2015 ミハイル・ガントヴァルク
25. 2015- アレクセイ・ヴァシリエフ(2016まで代行)

## 主な日本人留学生
- 潮田益子
- 西本智実
- 前橋汀子
- 森垣桂一